# Funny Farm
Funny Farm ist eine US-amerikanische Filmkomödie von George Roy Hill mit Chevy Chase aus dem Jahr 1988. Die Handlung beruht auf einem Roman von Jay Cronley.

## Handlung
Die New Yorker Eheleute Andy und Elizabeth Farmer ziehen in die Kleinstadt Redbud in Neuengland. Andy, ein Schriftsteller, will dort einen Roman schreiben, für den er bereits die Anzahlung erhalten hat. Nach einer Weile wird er von seinem Verleger besucht. Da er aber keinen Roman geschrieben hat, gibt er gegenüber dem Verleger aus Verlegenheit ein Kinderbuch, das seine Frau verfasst hat, als sein eigenes Manuskript aus. Etwas später ruft der begeisterte Verleger bei den Farmers an, Elizabeth nimmt ab. Als sie von der Täuschung ihres Gatten erfährt, wird sie wütend und will die Scheidung.
Das gemeinsame Haus soll verkauft werden. Die Farmers versprechen den teils recht exzentrischen Einwohnern von Redbud daher Geld, wenn diese den potenziellen Hauskäufern gegenüber freundlich agieren und eine Kleinstadtidylle wie in den Zeitschriften aus den 1930er/1940er Jahren vortäuschen. Dazu gehört ein Chor der Ortsbewohner, der den Interessenten Weihnachtslieder vorsingt. Der Hund der Farmers gräbt derweil einen Teil eines menschlichen Skeletts aus und bringt ihn Elizabeth – gerade als Interessenten das Haus besuchen. Elizabeth schlägt ihn auf den Kopf und nimmt ihm die Knochen ab.
Die Farmers entscheiden sich nach einigen Verwicklungen, doch zusammen und in Redbud zu bleiben. Die Ortsbewohner – um das versprochene Geld geprellt – sind zunächst wütend auf sie. Später vertragen sich die Farmers und ihre Nachbarn aber wieder, nachdem die Farmers die versprochene Kopfprämie ausgezahlt haben, und Elizabeth wird schwanger.

## Kritiken
Hal Hinson schrieb in der Washington Post vom 3. Juni 1988, dass der Charakter von Andy Farmer mehr wie eine „reale“ Person wirke als die früher von Chevy Chase gespielten Charaktere. Seine filmische Umgebung würde jedoch nicht real wirken. Hinson lobte die Darstellung von Madolyn Smith Osborne.
Im Lexikon des internationalen Films wird der Film als eine „langatmige, zu sehr auf Situationskomik setzende Szenenfolge ohne überzeugende Handlung“ beschrieben, die „bei aller Turbulenz satirische Seitenhiebe auf modische Stadtflucht ungenutzt verpuffen läßt“.
Die Filmkritiker der TV Spielfilm beklagen, die Scherze des Films seien „nicht mehr ganz taufrisch“, loben aber das Spiel von Chevy Chase „im Kampf gegen die Naturgewalten“.

## Hintergrund
Der Film wurde in drei Orten des US-Bundesstaates Vermont gedreht: Grafton, Townshend und Windsor. Er spielte in den Kinos der USA ca. 25,5 Millionen US-Dollar ein.